# Palestrina suburbikariska stift
Palestrina suburbikariska stift är ett stift inom Romersk-katolska kyrkan beläget i Rom, Italien. Stiftet är ett av de sju så kallade suburbikariska stiften, vilket innebär att det tjänar som säte för en av kyrkans kardinalbiskopar.
Stiftet upprättades i staden Palestrina, som ligger 35 km öster om Rom. Städerna förbands då genom Via Praenestina, men idag utgör Palestrina en integrerad del av Roms storstadsområde. 
Domkyrka är Cattedrale di Sant'Agapito martire i Palestrina, tillägnad Sankt Agapetus och ursprungligen invigd på 1100-talet.
Biskop är sedan 2009 kardinal José Saraiva Martins. Biskopsämbetet i de suburbikariska stiften är dock i praktiken överlåtet till en tjänstgörande stiftsbiskop.